# 皮爾滕冰原島峰
71°53′S 24°48′E / 71.883°S 24.800°E
皮爾滕冰原島峰（英語：Pilten Nunatak），是南極洲的冰原島峰，位於毛德皇后地的朗希爾德公主海岸，處於耶爾冰川北部，屬於南龍達訥山脈的一部分，現時由南極條約體系管理。